# Drago Supančič
Drago Supančič, slovenski specialni pedagog, * 1903, † 1964.
Supančič je bil član vodstva Rdečega križa Slovenije in sodelavec OF, ko so ga Nemci leta 1944 aretirali in poslali v KZ Dauchau. 
Spomladi 1947 so ga jugoslovanske oblasti aretirale in uporabile kot obremenilno pričo v Nagodetovem procesu, nato pa so ga izpustili. Septembra 1949 so ga ponovno aretirali in ga obsodili na leto prisilnega dela in preiskovalnega pripora.